# Rodrigo González Girón
Rodrigo González Girón (antes de 1194-1256), hijo primogénito de Gonzalo Rodríguez Girón y de su primera esposa, Sancha Rodríguez, fue un ricohombre palentino, miembro del linaje Girón. Después de la muerte de su padre en 1231 ocupó la jefatura de esta casa nobiliaria.

## Vida
Ejerció el gobierno en varias de las tenencias que había tenido su padre en Tierra de Campos tales como la de Monzón y la mitad de Carrión, así como la de Asturias de Santillana. Tuvo grandes propiedades en varias localidades como Villarmentero de Campos, Revenga de Campos, Villalonga y Villovieco. En 1232, junto con su hermano Gonzalo, aparece en la documentación del monasterio de Santa María la Real de Las Huelgas llegando a un acuerdo con la abadesa, un pleito de los hermanos con el monasterio sobre unas tierras de behetría en Villarmentero de Campos, Revenga de Campos, Villalonga de Campos y Villovieco). Adquirió varios solares cerca de Autillo de Campos en 1252 que después donó al Hospital de la Herrada, fundado por sus padres, del cual era patrón.
Estuvo con el rey Fernando el Santo en el cerco de Córdoba y acompañó al infante Alfonso, después Alfonso X de Castilla, en la conquista de Murcia en 1243. También desempeñó un papel importante en la reconquista de Sevilla, donde recibió la aldea de Villalba y que después donó a la Orden de Calatrava. Asimismo, tomó posesión de Carmona cuando esta capital andaluza fue entregada al rey castellano.
Igual que su padre, fue mayordomo mayor del rey Fernando III en dos periodos distintos: desde agosto de 1238 hasta febrero de 1246; y desde enero de 1248 hasta 1252. Fue cesado en este último año después de la muerte del rey Fernando III por su hijo y sucesor Alfonso X quien nombró para sustituirle en el cargo a Juan García de Villamayor, hijo de sus ayos, García Fernández de Villamayor y Mayor Arias.
Falleció en 1256 y fue enterrado en un lujoso sepulcro hoy desaparecido y firmado por Roy Martínez de Bureba en el Real Monasterio de Santa María de Benavides de la Orden del Cister.

## Matrimonios y descendencia
Rodrigo se casó en tres ocasiones. Su primer matrimonio fue con María Fróilaz, hija del conde Froila Ramírez y la condesa Urraca González de Traba, con quien aparece por primera vez en 1229 en la Abadía de Santa María de Benevívere. De este matrimonio nacieron por lo menos dos hijos: 
- Pedro Rodríguez Girón quien en 1255 vendió al Monasterio de Santa María de Matallana unos bienes en los barrios de San Pedro y Falcón en Belmonte de Campos.[12]
- Gómez Rodríguez Girón[12]

Volvió a contraer matrimonio alrededor de 1243 con Teresa López de Haro, hija del conde Lope Díaz II de Haro y Urraca Alfonso de León y hermana de Mencía López de Haro, reina consorte de Portugal por su matrimonio con Sancho II que fue anulado posteriormente.
Su tercera esposa, con quien ya aparece en la documentación en 1254, fue Berenguela López de Haro, hermana de su segunda esposa. Berenguela sobrevivió a su marido y fue su testamentaria.
No hubo sucesión de los dos últimos matrimonios.

## En la literatura
Es el Don Rodrigo a quien se refiere la cantiga profana IX.